# Чемпионат Европы по горному бегу 2019
Чемпионат Европы по горному бегу 2019 года прошёл 7 июля в Церматте, швейцарском курорте в Пеннинских Альпах, недалеко от границы с Италией. Участники соревновались в дисциплине горного бега «вверх». Были разыграны 8 комплектов наград: по 4 в индивидуальном и командном зачётах. Соревнования проходили среди взрослых спортсменов и юниоров до 20 лет (2000 года рождения и моложе).
Церматт во второй раз в истории принимал крупный официальный турнир по горному бегу: в 1991 году здесь прошли забеги Кубка мира. В 2019 году чемпионат Европы состоялся на следующий день после традиционного марафона Gornergrat Zermatt Marathon. Трасса была проложена у подножия четырёхтысячника Маттерхорн. Старт забегов среди взрослых спортсменов находился в самой деревне Церматт (1604 метра над уровнем моря). На первой части дистанции бегуны покоряли вершину Риффельальп (2206 метров над уровнем моря), где располагался старт юниорских забегов. Оставшийся отрезок длиной 5,9 км спортсмены завершали подъёмом и финишем на станции Риффельберг (2579 метров над уровнем моря).
На старт вышли 230 бегунов (128 мужчин и 102 женщины) из 29 стран Европы. Каждая страна могла выставить до 4 человек в каждый из 4 забегов, сильнейшие сборные в командном первенстве определялись по сумме мест трёх лучших из них.
Четвёртый год подряд в соревнованиях не участвовала сборная России, отстранённая от международных соревнований в ноябре 2015 года из-за допингового скандала.
Мауде Матис, выступавшая перед родными зрителями, подтвердила статус фаворита соревнований. Швейцарская бегунья в третий раз подряд стала чемпионкой Европы, опередив в очном противостоянии титулованную Андрею Майр из Австрии, четырёхкратную чемпионку Европы и шестикратную чемпионку мира в личном зачёте.
Первым среди мужчин финишировал Джейкоб Адкин. Его успех стал историческим для Великобритании: прежде ни одному мужчине из этой страны не удавалось стать чемпионом Европы по горному бегу. Помимо этого, выступление Адкина помогло британцам опередить сборную Италии в командном зачёте. Таким образом, в третий раз за 25-летнюю историю чемпионата итальянцы отдали золото в мужском командном первенстве (остальные 22 раза они были первыми).

## Расписание
| Дата        | Время | Забег   |
| ----------- | ----- | ------- |
| 7 июля 2019 | 09:30 | Юниорки |
| 7 июля 2019 | 10:15 | Юниоры  |
| 7 июля 2019 | 10:15 | Женщины |
| 7 июля 2019 | 11:15 | Мужчины |

Время местное (UTC+2:00)

## Призёры
Курсивом выделены участники, чей результат не пошёл в зачёт команды

### Мужчины и юниоры
| Дисциплина                                | Золото                                                                             | Золото   | Серебро                                                                    | Серебро  | Бронза                                                                               | Бронза   |
| ----------------------------------------- | ---------------------------------------------------------------------------------- | -------- | -------------------------------------------------------------------------- | -------- | ------------------------------------------------------------------------------------ | -------- |
| 10,1 км перепад высот: +1030 м −45 м      | Джейкоб Адкин Великобритания                                                       | 53.21    | Стиан Эвергор Орвик Норвегия                                               | 53.46    | Ксавье Шеврье Италия                                                                 | 54.02    |
| 10,1 км (команды)                         | Великобритания · Джейкоб Адкин · Робби Симпсон · Эндрю Дуглас · Себастьян Батчелор | 17 очков | Италия · Ксавье Шеврье · Чезаре Маэстри · Мартин Дематтеис · Надир Каванья | 18 очков | Норвегия · Стиан Эвергор Орвик · Юхан Бугге · Хокон Скарсхульт · Торстейн Тенгсарейд | 23 очка  |
| Юниоры 5,9 км перепад высот: +440 м −75 м | Джозеф Дагдейл Великобритания                                                      | 28.48    | Ален Каванья Италия                                                        | 28.54    | Рамазан Ёрулмаз Турция                                                               | 28.57    |
| Юниоры 5,9 км (команды)                   | Великобритания · Джозеф Дагдейл · Мэттью Маккей · Юэн Бреннан · Бен Бергстранд     | 10 очков | Турция · Рамазан Ёрулмаз · Самет Демир · Ислам Адли · Джума Озтюрк         | 20 очков | Италия · Ален Каванья · Лука Мерли · Алессандро Криппа · Массимо Дзукки              | 29 очков |

### Женщины и юниорки
| Дисциплина                                 | Золото                                                                     | Золото   | Серебро                                                                     | Серебро  | Бронза                                                                         | Бронза  |
| ------------------------------------------ | -------------------------------------------------------------------------- | -------- | --------------------------------------------------------------------------- | -------- | ------------------------------------------------------------------------------ | ------- |
| 10,1 км перепад высот: +1030 м −45 м       | Мауде Матис Швейцария                                                      | 1:00.18  | Андреа Майр Австрия                                                         | 1:01.19  | Кристель Деваль Франция                                                        | 1:02.48 |
| 10,1 км (команды)                          | Италия · Элиза Сортини · Валентина Белотти · Алессия Скаини · Эрика Гельфи | 22 очка  | Франция · Кристель Деваль · Элиза Понсе · Анаис Сабрье · Бландин Л’Ирондель | 26 очков | Швейцария · Мауде Матис · Симона Трокслер · Виктория Кройцер · Терез Лебёф     | 31 очко |
| Юниорки 5,9 км перепад высот: +440 м −75 м | Барбора Гавличкова Чехия                                                   | 32.20    | Анджела Маттеви Италия                                                      | 33.11    | Рукен Тек Турция                                                               | 34.42   |
| Юниорки 5,9 км (команды)                   | Италия · Анджела Маттеви · Катя Нана · Элиза Пасторелли · Кьяра Склаво     | 20 очков | Турция · Рукен Тек · Эзги Кая · Сехер Каракоч · Ознур Татар                 | 30 очков | Румыния · Алексия Хечико · Ирина Бордяну · Лоредана Визитеу · Бьянка Апетроайе | 33 очка |

## Медальный зачёт
Медали завоевали представители 9 стран-участниц.
 Принимающая страна
| Место | Страна         | Золото | Серебро | Бронза | Всего |
| ----- | -------------- | ------ | ------- | ------ | ----- |
| 1     | Великобритания | 4      | 0       | 0      | 4     |
| 2     | Италия         | 2      | 3       | 2      | 7     |
| 3     | Швейцария      | 1      | 0       | 1      | 2     |
| 4     | Чехия          | 1      | 0       | 0      | 1     |
| 5     | Турция         | 0      | 2       | 2      | 4     |
| 6     | Норвегия       | 0      | 1       | 1      | 2     |
| 6     | Франция        | 0      | 1       | 1      | 2     |
| 8     | Австрия        | 0      | 1       | 0      | 1     |
| 9     | Румыния        | 0      | 0       | 1      | 1     |
| Всего | Всего          | 8      | 8       | 8      | 24    |